# Mauro Silva
Mauro da Silva Gomes (São Bernardo do Campo, São Paulo, Brazil, 12. siječnja 1968.) je bivši brazilski nogometaš i nacionalni reprezentativac. S Brazilom je osvojio naslov svjetskog prvaka na Mundijalu u SAD-u 1994. dok je za Deportivo La Coruñu igrao dugih 13 godina. Igrača je odlikovala nevjerojatna izdržljivost i vještine vođe.

## Karijera

### Klupska karijera
Igrač je karijeru započeo u Guaraniju s kojim je 1990. bio prvak savezne države São Paulo. Nakon osvajanja prvenstva odlazi u Bragantino iz kojeg je prodan španjolskom Deportivu iz La Coruñe za 250 milijuna pezeta (oko 1,6 milijuna eura). Također, klub je u isto vrijeme doveo i njegovog suigrača iz reprezentacije, Bebeta. Njih dvoje bili su najzaslužniji za uzlet Deportiva.
U klubu iz Galicije, Mauro Silva je proveo 13 godina. U tom razdoblju je s Deportivom bio prvak Španjolske (2000.) te osvajač dva Kupa kralja (1995. i 2002.) te tri španjolska Superkupa (1995., 2000. i 2002.).
Najveći klupski uspjeh na europskoj razini ostvaren je u sezoni 2003./04. kada je s klubom igrao u polufinalu Lige prvaka gdje je Deportivo izbačen od kasnijeg prvaka Porta.
Svoju posljednju utakmicu za galicijski klub (a time i posljednju u karijeri), Mauro Silva je odigrao 22. svibnja 2005. u prvenstvenom susretu protiv RCD Mallorce. To je ujedno bila posljednja utakmica i za Frana Gonzáleza, također legendu Deportiva koji se isto tako nakon nje povukao iz nogometa.

### Reprezentativna karijera
Članom brazilske reprezentacije Mauro Silva je bio od 1991. do 2001. S njome je 1994. osvojio Svjetsko prvenstvo u SAD-u te je igrao na svim utakmicama na putu do trona. Od ostalih osvojenih turnira, tu je i Copa América (1997.).

## Osvojeni trofeji

### Klupski trofeji
| Klub                | Trofej                     | Sezona / godina |
| Brazil              | Brazil                     | Brazil          |
| ------------------- | -------------------------- | --------------- |
| Guarani             | Prvenstvo države São Paulo | 1990.           |
| Španjolska          |                            |                 |
| Deportivo La Coruña | Kup kralja                 | 1995.           |
| Deportivo La Coruña | Španjolski Superkup        | 1995.           |
| Deportivo La Coruña | Španjolsko prvenstvo       | 1999./00.       |
| Deportivo La Coruña | Španjolski Superkup        | 2000.           |
| Deportivo La Coruña | Kup kralja                 | 2002.           |
| Deportivo La Coruña | Španjolski Superkup        | 2002.           |

### Reprezentativni trofeji
| Turnir            | Trofej | Godina |
| ----------------- | ------ | ------ |
| Copa América      | Srebro | 1991.  |
| SP u SAD-u        | Zlato  | 1994.  |
| Copa América      | Zlato  | 1997.  |
| CONCACAF Gold Cup | Bronca | 1998.  |

### Individualni trofeji
| Trofej                  | Godina |
| ----------------------- | ------ |
| Brazilska zlatna lopta  | 1991.  |
| Brazilska srebrna lopta | 1992.  |

## Vanjske poveznice
- BDFutbol.com
- National Football Teams.com
- Navijačka stranica Deportiva